# Rituelle Gewalt
Rituelle Gewalt wird definiert als eine Form planmäßiger und systematisch ausgeführter körperlicher und psychischer Gewalt, die von Gruppierungen ausgeübt wird, die ihre Handlungen in ein Glaubenssystem einbetten oder ein Glaubenssystem vortäuschen.
Dass es sich um ein weit verbreitetes Phänomen handle, konnte bisher nicht nachgewiesen werden und wird daher eher in Zusammenhang mit Moralischen Paniken und Verschwörungstheorien gebracht (z. B. der Satanic Panic in den USA der 1980er und 1990er Jahre bzw. der Rituellen-Gewalt-und-Mind-Control-Theorie). Zahlreiche Berichte über Fälle ritueller Gewalt werden auf Erinnerungsverfälschung, suggestive Befragungstechniken, reißerische Berichterstattung der Medien und Behandlungsfehler in Psychotherapien zurückgeführt.

## Definition
Nach der Definition der Unabhängigen Beauftragten für Fragen des sexuellen Kindesmissbrauch wird als organisierte sexualisierte Gewalt bezeichnet, wenn schwere sexualisierte Gewalt „in Verbindung mit körperlicher und psychischer Gewalt durch mehrere Täter und/oder Täterinnen oder Täternetzwerke“ systematisch angewendet wird. Häufig sei „sie mit kommerzieller sexueller Ausbeutung, wie zum Beispiel Zwangsprostitution oder der Herstellung von Missbrauchsdarstellungen verbunden“. Diene „eine Ideologie als Begründung oder Rechtfertigung von Gewalt“, bezeichne „man dies als rituelle Gewalt. Eine solche Ideologie“ könne „religiös sein und beispielsweise im Kontext von Sekten und Kulten vorkommen oder sich aus einer politischen Überzeugung, zum Beispiel in rassistischen oder faschistischen Gruppierungen, ableiten“.
Im Endbericht der Enquete-Kommission des 13. Deutschen Bundestages „Sogenannte Sekten und Psychogruppen“ (1998) umfasst die Definition des rituellen Missbrauchs sexuelle, physische und psychische Übergriffe. Charakteristisch für „rituelle Handlungen“ als Ausdruck eines Glaubenssystems seien wiederkehrende Symbolik und gleichförmige Handlungen, wie sie etwa während kultisch-ritueller, satanistisch-magischer Rituale vollzogen werden. Diese rituellen Elemente können auch in der Kinderpornografie zum Einsatz kommen und dienen als wiederkehrende Rahmenelemente bei sexuellem Kindesmissbrauch.
Das Onlinemagazin Übermedien konstatierte, dass ein grundsätzliches Problem der widersprüchlichen Debatte darin bestehe, dass der Begriff „rituelle Gewalt“ unscharf definiert sei. Im Diskurs würden sich juristische, therapeutische und weltanschauliche Fragen vermischen.
Für Andreas Mokros u. a. rückt die mangelnde Präzision des Begriffs rituell den Glauben an rituelle sexuelle Gewalt in die Nähe von Verschwörungstheorien.

## Terminologie
Eine einheitlich Verwendung der Bezeichnung rituelle Gewalt scheint es laut der Soziologin Ina Schmied-Knittel nicht zu geben. Vielmehr existierten diverse weitere Bezeichnungen wie satanisch-ritueller Missbrauch, ritueller Missbrauch, ritualisierter Missbrauch, satanisch-rituelle Gewalt, sadistischer (Ritual-)Missbrauch oder Kindersatanismus. Je nach enthaltener begrifflicher Komponenten werde der Ritualkontext „enger“ oder „weiter“ gefasst. Die Sozialwissenschaftlerin Claudia Igney fasst das Problemfeld noch weiter und spricht von Organisierter Ritueller Gewalt, worunter teilweise synonym verwendete Bezeichnungen wie Extreme Gewalt, ideologisch motivierte Straftaten, Organisierte Gewalt/Organisierte Kriminalität, Ritualisierte Gewalt und weitere fielen.
Laut den Psychologen Bette L. Bottoms, Phillip R. Shaver und Gail S. Goodman wurde der Begriff rituell anfangs verwendet, um über „satanistische“ Gewalt zu sprechen, ohne Satan explizit zu erwähnen. Dies habe zu einer Unschärfe des Konzepts beigetragen, sodass der Begriff rituell zu breit geworden sei, um als nützliche wissenschaftliche Kategorie zu dienen. Wer daher über Gewalt, die von einem satanistischen Kult verübt wird, sprechen möchte, solle den Begriff satanic cult abuse verwenden, wem es um besonders brutale und bizarre Formen des Missbrauchs gehe, solle das direkt sagen. Das Gleiche gelte für Fälle von zwanghaftem und wiederholtem Missbrauch und Missbrauch in Sekten. Alle diese verschiedenen Missbrauchsarten müssten begrifflich voneinander geschieden werden.
Solche Unterscheidungsversuche haben nach Schmied-Knittel in der Praxis nur begrenzte Relevanz, da der weite Begriff von ritueller Gewalt nicht klar abgrenzbar interpretiert werden könne. Häufig wiesen Aussagen darauf hin, dass ritueller Missbrauch nicht auf satanische Gewalt beschränkt sei, aber dennoch satanische Elemente einschließe. Dadurch würde ritueller Missbrauch in der öffentlichen Diskussion regelmäßig mit Satanismus in Verbindung gebracht und umgekehrt.
Auch für den Theologen Kai Funkschmidt stehen hinter den Begriffen rituelle Gewalt bzw. organisierte rituelle sexualisierte Gewalt seit jeher die gleichen Inhalte rund um satanistischen Missbrauch und Rituale. Die Umbenennungen seien weniger faktenbasiert als vielmehr Schutz vor Kritik. Funkschmidt spricht allgemein von der Rituelle-Gewalt-Theorie.

## Geschichte

### Hintergründe
Seit der Antike wird die Ritualmordlegende zur Diffamierung von Personengruppen verwendet, indem ihnen Ritualmorde nachgesagt werden. So wurden im 15. Jahrhundert als Hexen bezeichnete Menschen beschuldigt, am Hexensabbat einen Pakt mit dem Teufel zu schließen und dabei Kinder rituell zu töten. Folge waren Wellen von Hexenverfolgungen.
In den 1950er Jahren etablierte sich der christliche Fundamentalismus in den USA. Zur Wahrung traditioneller christlicher Lehren und Werte entwickelte sich diese Bewegung als Reaktion auf die als fortschreitend wahrgenommene Modernisierung und Säkularisierung der Gesellschaft. Als Ausdruck der Ablehnung solcher religiöser Dogmen gründete Ende der 1960er Jahre Anton LaVey die Church of Satan und veröffentlichte die Satanische Bibel. Sein moderner Satanismus betonte die menschliche Natur, einige Gruppen verwendeten auch okkulte Elemente und praktizierten symbolische Teufelsanbetungen. Fundamentalisten sahen in diesen Gruppen eine Bedrohung für die Gesellschaft und protestierten gegen sie.
Liberalere Abtreibungsgesetze und die Antibabypille erlaubten Frauen ab Ende der 1960er Jahre ihre Familienplanung selbst zu bestimmen. Gleichzeitig verschoben sie die Mutterschaft auf später im Leben, hatten weniger Kinder oder ließen ihre Kinder in Kindertagesstätten betreuen, um ebenfalls ins Berufsleben einzusteigen. Durch das ab Anfang der 1970er Jahre sinkende durchschnittliche Einkommen mussten auch viele verheiratete Mütter ihre Familien durch Erwerbsarbeit finanziell unterstützen. Damit stellten sie traditionelle Familienrollen in Frage.
Mitte der 1970er wurden die bis dahin marginalisierten Themen Inzest und Sexueller Missbrauch von Kindern öffentlich aufgegriffen und publiziert. Eine Reaktion auf die Inzest-Problematik war das Child Sex Abuse Treatment Program. Ein Punkt darin war die Förderung der Kernfamilie, der sich auf die Anfang der 1970er Jahre aufgestellte These von Roland Summit stützte. Dieser sah außerhäuslich tätige Frauen in der Schuld. Wenn sie sich aufgrund ihrer Tätigkeit nicht um ihre Männer kümmerten, könnten diese inzestuöse Zwänge entwickeln. Während die öffentlich gewordenen Missbrauchsfälle auf erinnerten Erzählungen beruhten, kamen einige klinische Therapeuten zu dem Schluss, es müsse noch weitere Betroffene mit Missbrauchserfahrungen in der Kindheit geben. Sie nahmen an, die Betroffenen hätten ihre Erinnerungen vollständig unterdrückt (englisch repressed), und begannen, sie mittels Therapie aktiv zum Erinnern zu bewegen. Sie stützten ihre These auf Sigmund Freud, der Mitte der 1890er Jahre glaubte, mittels Hypnose Erinnerungen an sexuelle Missbrauchserfahrungen aufgedeckt zu haben. Obwohl Freud seine Funde selbst wieder verwarf, bildete sich ein informelles Netzwerk von Therapeuten zum Austausch solcher Therapiemethoden und Erzählungen über vermeintliche Erfolge.
Ausgehend von den Morden der Manson Family 1969 und dem Massenselbstmord des Peoples Temple 1978 entwickelte sich eine Anti-Kult-Bewegung (englisch anti-cult movement). Diese beschuldigte Kulte, Kinder und Jugendliche zu entführen und einer Gehirnwäsche zu unterziehen.
In den 1950er und 1960er Jahren führte die CIA das geheime Forschungsprogramm MKULTRA durch, um Techniken der Bewusstseinskontrolle und Gedankenmanipulation zu entwickeln. Nachdem es öffentlich bekannt und 1973 eingestellt wurde, entstanden darum verschiedene Verschwörungserzählungen über Gehirnwäsche.
Im Jahr 1973 veröffentlichte die Journalistin Flora Rheta Schreiber die pseudonymisierte Geschichte von Shirley Mason in dem Buch Sybil. Die Psychiaterin Cornelia Wilbur diagnostizierte bei Mason eine dissoziative Identitätsstörung (damals noch Multiple Persönlichkeitsstörung). Zwar lehnten medizinische Fachzeitschriften Wilburs Fall ab, doch diente Schreibers Buch in vielen Therapien als Vergleichsvorlage. Später wurden Zweifel an der Zuverlässigkeit des Buches aufgrund falscher Diagnosen, kontroverser Therapiemethoden und möglicher finanzieller Interessen Wilburs laut.
Die Ausweitung des so genannten Infotainments war bedeutsam für die Agenda der Neuen Rechten, deren Hauptströmungen in den 1980er Jahren vor dem Hintergrund wirtschaftlicher Instabilität zusammenliefen und sich ausbreiteten. Vermeintliche Bedrohungen für die weiße Vorstadt-Kernfamilie wurden von diesen Boulevardmedien erfolgreich als „Nachrichten“ dargestellt.
In den 1980er Jahren kam es zu einer Panik vor Kindesentführungen, ausgelöst durch mehrere aufsehenerregende Vermisstenfälle wie dem von Etan Patz. Medien betteten nachfolgende Fälle wie die Entführung von Elizabeth Smart reißerisch in verschwörerische Erzählungen ein. Zudem trugen aufgeblähte Statistiken über das Verschwinden von Kindern zu dieser Panik bei.

### Ursprünge
Im Jahr 1980 veröffentlichten die Kanadierin Michelle Smith mit ihrem Psychotherapeuten und späteren Ehemann Lawrence Pazder das Buch Michelle Remembers. Darin schilderte Smith biografisch, sie sei als Fünfjährige im Jahr 1955 von einer satanischen Sekte mehrere Monate lang gefangen gehalten, gefoltert, vergewaltigt und erniedrigt worden. Währenddessen habe sie auch die Schlachtung von Erwachsenen und Babys mit angesehen. Ihr starker christlicher Glauben solle die Satanisten entmutigt haben, so dass sie sie ohne jegliche Erinnerung daran frei ließen. Erst nach über zwanzig Jahren habe sie ihre Erinnerungen in Pazders Therapie zurück erlangt. Das Buch diente als Vorbild für zahlreiche Anschuldigungen wegen satanisch-rituellen Missbrauchs in den folgenden Jahren.
Im August 1983 erstattete Judy Johnson wegen sexuellen Missbrauchs ihres Kindes Anzeige und löste damit eine Reihe an Missbrauchsvorwürfen an der McMartin-Vorschule aus. Im Zuge der Ermittlungen gegen Eltern und Lehrer wurden die Kinder mittels suggestiver Befragungstechniken vernommen. In diesen Befragungen kamen auch Erzählungen über satanistische Rituale zustande sowie über geheime Türen und Tunnel in der Vorschule. Am Ende war von 360 missbrauchten Kindern die Rede. Die Tunnel wurden nie gefunden.
Nach den ersten Berichten über den McMartin-Fall wurden allein in der Region acht weitere Kindergärten als Zentren satanistischer Kultaktivitäten ausgemacht. Bald darauf gerieten in den USA über hundert Vorschulen in ähnliche Anschuldigungen und polizeiliche Ermittlungen.

### Verbreitung in den USA
In der zweiten Hälfte der 1980er Jahre wurden immer mehr Geschichten über rituelle Gewalt in den USA verbreitet, und Ängste vor satanistischem Einfluss in der Popkultur und der Musik wuchsen. Viele waren durch die mediale Verbreitung davon überzeugt, dass satanistischer Missbrauch jährlich bis zu 60.000 Menschen das Leben koste. Diese als Satanic Panic bekannt gewordene Moralpanik war eine Massenhysterie, ähnlich dem Hexenglauben im Mittelalter. Als Motiv für die angeblichen Verbrechen wurde anfangs die religiöse Verehrung Satans angenommen, später glaubte man, es gehe um Bewusstseinskontrolle und den sexuellen Missbrauch an sich. Vereinzelte Anhänger der Annahme, es gebe massenhaften satanistischen Missbrauch, verknüpften sie mit weiteren Verschwörungstheorien gegen Freimaurer oder Jesuiten und behaupteten, diese würden satanistische rituelle Gewalt anwenden, um eine Neue Weltordnung herbeizuführen. Die zeitgleiche Panik im Zusammenhang mit Kindesentführung wurde in diese Erzählungen eingebettet. Diese Satanismuspanik betonte die Vorstellungen von „Außenseitern“ als Bedrohung für die Gesellschaft.
Mit der Ausweitung des Infotainments schürten evangelikale Christen die Panik vor Satanismus. „Televangelists“ genannte Fernsehprediger warnten täglich ein Millionenpublikum vor den Kräften Satans, die sie oft mit liberalen sozialen Bewegungen verbanden. Frauen mit eigenen Geschäften oder in Leitungspositionen wurden von der Neuen Rechten mit aus ihrer Sicht gegenkulturellem Feminismus in Verbindung gebracht. Häufig wurden solche „karriereorientierten“ Frauen des sexuellen Missbrauchs beschuldigt. Fernsehprediger weiteten die Vorwürfe auf satanisch-rituellen Missbrauch aus. Neue Rechte und evanglikale Fernseprediger bekämften so gemeinsame Feinde, die die konservative weiße männliche Vorherrschaft und Kontrolle zu bedrohen schienen.
Die christliche Anti-Kult-Bewegung griff die Panik in ihrem Kampf gegen alle neuen religiösen Bewegungen auf. Laut der Philosophin Bethan Oake erreichte die Anti-Kult-Moralpanik durch die Kombination mit satanischer Mythologie ihren Höhepunkt in der „Erschaffung eines völlig fiktiven dämonischen Feindes“. Eine Verschwörungstheorie über rituellen Missbrauch durch geheime satanische Sekten, die angeblich „satanisch-rituellen Missbrauch“ an Kindern praktizieren, etablierte sich. Als „Schablone des Bösen“ habe diese seitdem erfolgreich auf Gruppen angewendet werden können, um diese zu dämonisieren. Die Behauptungen über rituelle Gewalt in satanischen Sekten waren sensationsheischend und unglaubwürdig. So fassen etwa die christlichen Journalisten Robert und Gretchen Passantino die Behauptungen so zusammen: ein Mädchen im Teenageralter wird während eines satanistischen Rituals geschwängert und gezwungen, ihr Kind nach der vorzeitig eingeleiteten Geburt rituell zu töten und sein Herz vor den Augen der Sektenmitglieder zu essen.
Darüber hinaus führte die Annahme, es gäbe ein großes Netzwerk satanistischer Gruppen, die rituelle Gewalt an Kindern ausübten, zu einer breiten Koalition von Therapeuten, Ärzten, Polizisten, Sozialarbeitern und Politikern. Ungewöhnlich war die Partnerschaft von Teilen linker Radikalfeministinnen und rechter fundamentalistischer Christen. Im gemeinsamen Kampf gegen eine vermeintlich internationale Verschwörung von Sexualstraftätern sahen sie ihre jeweiligen Interessen widergespiegelt.
Die Gruppe der Therapeuten trug maßgeblich zur Verbreitung der Panik um rituelle Gewalt bei. Sie schulten Lehrer, Sozialarbeiter, Polizisten und vor allem weitere Therapeuten über Merkmale ritueller Gewalt, sodass diese immer neue Fälle entdeckten. Die Schulungen fanden in erster Linie mittels Vorträgen und Workshops auf Konferenzen sowie Lehrfilmen statt. Die Sozialarbeiterin Pamela S. Hudson listete für ihre Schulungen Formen ritueller Gewalt und Symptome betroffener Kinder auf. Sie veröffentlichte einen Fragebogen zur Feststellung ritueller Gewalterfahrung.
Häufig unterzogen sich Erwachsene, die keine Erinnerung an Missbrauch hatten, auch einer Recovered-memory therapy, in deren Verlauf sie berichteten, systematisch missbraucht worden zu sein. Die behandelnden Therapeuten gingen davon aus, dass ihre Patienten eine dissoziative Identitätsstörung hätten und mittels ritueller Gewalt „programmiert“ worden seien, die Ereignisse zu vergessen. Die Vorstellung, Menschen ließen sich programmieren, geht auf die Berichte über MKULTRA zurück. Die posthypnotischen Effekte, die dabei angeblich erforscht worden waren, schienen auch die Widersprüche in Berichten von Patientinnen zu erklären, die angaben, als so genannte breeders Kinder speziell zum Zweck ihrer Opferung bei Satansritualen ausgetragen zu haben, ohne im alltäglichen Leben diesbezüglich aufgefallen zu sein.

### Verbreitung International
Anfang der 1990er Jahre etablierten sich entsprechende Problemdiskurse auch in anderen Ländern.
Ab Mitte der 1980er Jahre begannen deutsche Medien bereits beunruhigt über Satanismus und Okkultismus in der Jugendkultur zu berichten. Die Sozialforscherin Ina Schmied-Knittel geht davon aus, dass über rituelle Gewalt erstmals öffentlich durch die BILD-Zeitung im Sommer 1990 unter der Überschrift Psychotherapeut enthüllt: Satanssekten opfern jährlich 10.000 Kinder geschrieben wurde. Neben frühen „boulevardesken Thematisierungen“ sei der Problemdiskurs um dieses neue Thema insbesondere durch Übersetzungen amerikanischer Quellen ausgelöst worden. Dabei wurden die Vorbemerkungen zu den deutschen Fassungen als Framing genutzt, um aktiv die „neuen Problemmuster“ okkult-satanistischer Verschwörungen oder Kultprogrammierungen auf die deutschen Debatten über sexuellen Missbrauch zu übertragen. Dieser Übertragungsprozess sei die Voraussetzung für zahlreiche Veröffentlichungen durch Experten und Journalisten gewesen.
Auf fachlicher Seite sorgten ähnliche Akteursgruppen wie in den USA für die Verbreitung der neuen Problemerscheinung. Neben Kinder- und Jugendschützern, in Sozialberufen Tätigen sowie Politikern und Weltanschauungsbeauftragten sorgten vor allem Therapeuten für die Verbreitung der Problemwahrnehmung. So wurden international gleichsam Fortbildungsseminare genutzt. Dies zum Teil auch durch dieselben Dozierenden, wie die bereits in den USA aktive Pamela Hudson. Ihr Fragebogen zur Erkennung ritueller Gewalt anhand beschriebener Symptome findet sich auch in den Fachbüchern der „treibende[n] Kraft hinter der R[ituelle-]G[ewalt]-Theorie“ Michaela Huber, die laut dem Spiegel in mehr als 20 Jahren vermutlich Hunderte Therapeuten geschult haben soll.
Anfang bis Mitte der 1990er Jahre soll das Thema rituelle Gewalt nach Schmied-Knittel zu einem „virulenten, emotional und moralisch hochgradig besetzten“ aufgestiegen sein, wobei auch die mediale Verbreitung des Themas ähnlich wie in den USA erfolgte. Von Beginn an wurden auch Romane, angebliche Tatsachenberichte oder TV-Dokumentationen dazu publiziert. Selbst Spielfilme wie der Kriminalfilm Tatort: Abschaum setzten das Thema um. Diese medialen Darstellungen sowie Teile der Fachöffentlichkeit dominieren in Deutschland die Problemwahrnehmung und erschweren damit kritische Analysen.

### Zweifel und Abklingen in den USA
Forensische Beweise für die vielfach behaupteten Folterungen, Opferungen und Morde während satanistischen Ritualen wurden nie gefunden: keine Leichen, keine Körperflüssigkeiten, keine Haare oder Gewebefasern. Die Berichte über rituellen Missbrauch gingen stattdessen auf suggestive Befragungen kleiner Kinder oder auf Bekenntnisse ehemaliger Priester satanistischer Kulte zurück, die sie im Rahmen einer Bekehrung vor ihrer neuen christlichen Gemeinde ablegten. Diese Berichte erwiesen sich in mehreren Fällen als unzutreffend.
Mehrere Strafverfahren gegen mutmaßliche satanische Missbrauchstäter wurden eingestellt. Immer mehr Journalisten, Akademiker und Mitglieder der Strafverfolgungsbehörden stellten die Realität rituellen Missbrauchs und die Stichhaltigkeit der Anschuldigungen in prominenten Fällen von Kindertagesstätten in Frage. Zudem verklagten mehrere Patienten in öffentlichkeitswirksamen Prozessen erfolgreich ihre Therapeuten, weil diese bei ihnen falsche Erinnerungen an rituellen Missbrauch hervorgerufen hatten.
Mit Beginn der 1990er Jahre gingen die Berichte über satanistischen Missbrauch in den USA deutlich zurück. Seit Mitte der 1990er Jahre glauben nur noch wenige evangelikale Autoren, dass sie einen realen Hintergrund hatten. Die Annahme, satanistischer Missbrauch wäre in Nordamerika weit verbreitet, ging ebenfalls deutlich zurück.
Im Jahre 1994 verfasste eine Gruppe des National Center on Child Abuse and Neglect einen Bericht zu den Fällen von satanisch-rituellem Missbrauch der vergangenen fünfzehn Jahre. Sie resümierten, dass in keinem einzigen der 12.000 gemeldeten Fälle dieser Zeit von der Polizei und den Gerichten eine satanische Organisation oder Sekte aufgedeckt wurde. Zwar hätten in einigen Fällen einzelne Personen oder kleine Gruppen Satanismus als Motiv für ihre Verbrechen angegeben. Es gebe jedoch keine Hinweise auf eine Verschwörung zum systematischen Missbrauch von Kindern oder zur Opferung von Menschen an Satan durch organisierte, internationale und generationsübergreifende satanistische Sekten.
Ende der 1990er Jahre endete die öffentliche Berichterstattung um satanisch-rituellen Missbrauch und mit ihr die Satanic Panic im englischsprachigen Raum. Damit ist ein Ende der Angst vor Satanismus in der breiten Öffentlichkeit im Sinne der moralischen Panik gemeint. Die daraus entstandenen Verschwörungstheorien über rituellen Missbrauch existierten weiterhin. Diskurse darum verschoben sich in die entstehenden sozialen Medien.

### Wiederaufkommen
Der Hampstead Hoax von 2014 war einer der ersten bedeutenden Fälle von angeblichem satanisch-rituellem Missbrauch seit dem Ende der Satanic Panic. Zwei Kinder sollen von einem „satanischen Pädophilen-Kult“ in Hampstead missbraucht worden sein. Laut Bethan Oake spielte das Internet eine „Schlüsselrolle in der Verbreitung“ des Hoax durch „Verschwörungstheoretiker“. Diese teilten Videos der ersten Aussagen der Kinder online, zusammen mit einer Liste der vermeintlichen satanischen Sektenmitglieder, die hauptsächlich aus den Schullehrern der Kinder und den Eltern ihrer Schule bestand.
Während dem US-Präsidentschaftswahlkampf 2016 verbreiteten sich im Internet Fake News über einen aus einer Pizzeria heraus agierenden Kinderpornoring, in den auch die Kandidatin Hillary Clinton verwickelt gewesen sein sollte. Spätestes mit dieser als Pizzagate bekannt gewordenen Verleumdungsaktion, die zusammen mit der Verschwörungstheorie um QAnon verbreitet wurde, nahm der Glaube um satanische Kindesopferungen und rituelle Gewalt auch in den USA wieder zu. NBC sprach von einem Comeback der Satanismus-Panik. In einer Studie von 2022 stimmte ein Viertel der befragten US-Amerikaner der Aussage zu, satanistisch-ritueller Missbrauch sei weitverbreitet.
Mit der internationalen Verbreitung der Verschwörungstheorie um QAnon verbreiteten sich ebenfalls neue Mythen über satanische Gruppierungen, die Kinder entführen, um aus ihrem Blut Adrenochrom zu gewinnen. Dieser Mythos greift geheime Tunnel als Erzählelement auf. Unter dem Central Park in New York sollen beispielsweise tausende Kinder in unterirdischen Tunneln gefangen gehalten worden sein. In Deutschland teilte der Sänger Xavier Naidoo die Adaption, dass ganz Österreich untertunnelt sei und behauptete im April 2020 in einem Video, dass „in verschiedenen Ländern der Erde Kinder aus den Händen pädophiler Netzwerke befreit“ würden.
Laut Anklageschrift vom Dezember 2023 vertrat ein Teil der Gruppe Patriotische Union die These von deep underground military bases (DUMBs). Nach dieser sei Deutschland mit einem geheimen Tunnelsystem durchzogen, in welchem Kinder für das Verjüngungselixier Adrenochrom gefangen gehalten und getötet würden. Auch solle man bei der Flutkatastrophe im Ahrtal 2021 angeblich in einem Regierungsbunker 700 Kinderleichen entdeckt haben. Ebenso war von satanischen Ritualen die Rede.
Anders als in den USA hatten Verschwörungstheorien um rituelle Gewalt im deutschsprachigen Raum bis dahin nicht abgenommen. Bereits im Dezember 2013 erschien das Handbuch für Psychotherapeuten Jenseits des Vorstellbaren: Therapie bei Ritueller Gewalt und Mind Control. Die Autorin Alison Miller gilt laut Michael Schetsche und Renate-Berenike Schmidt als eine der führenden US-amerikanischen Protagonistinnen des Gefahrendiskurses um satanisch-rituellen Missbrauch. Ihr Buch reproduziere dessen Deutungsmuster und wolle über Mind-Control-Techniken satanischer Sekten in der westlichen Welt aufklären. Das Deutsche Ärzteblatt lobte es als „Meilenstein“. Xavier Naidoo sang 2012 in dem kontroversen Lied Wo sind sie jetzt? über Ritualmorde an Kindern. Jessie Marsson, der 2009 als Mitbegründer des Fürstentums Germania mehrfach durch antisemitische Äußerungen auffiel, hatte nach eigenen Angaben als Kind auf einer US-Militärbasis rituelle Gewalt durch Satanisten erfahren. Die CIA habe zudem im Rahmen des MKULTRA-Programms Bewusstseinskontrollen an ihm erprobt.

## Zweifel an Vorkommen und Glaubwürdigkeit

### USA
Skeptiker wie der Soziologe Richard Ofshe nehmen an, dass es bis auf ganz wenige Einzelfälle keinen rituellen Missbrauch gibt und dass auch keine Sekten existieren, die diese Form von Gewalt ausüben.

#### BuchMichelle Remembers
In dem 1980 in den USA erschienenen Buch Michelle Remembers schildert die Kanadierin Michelle Smith angebliche jahrelang verdrängten Erinnerungen an rituelle Gewalt. Die Erinnerungen erlangte sie mithilfe ihres Psychotherapeuten Lawrence Pazder mittels Hypnotherapie. Pazder war nicht nur Smiths Therapeut, sondern auch ihr Ehemann und Co-Autor des Buches. Smith schilderte, sie sei in ihrem fünften Lebensjahr wiederholt von einer satanistischen Sekte missbraucht und gefoltert worden und habe Ritualmorde mit ansehen müssen. Smiths Behauptungen widersprechen den vorliegenden Belegen. Die Klassenbücher aus ihrer Grundschule weisen etwa für die Zeit eines 81-tägigen satanistischen Rituals, an dem teilzunehmen sie gezwungen gewesen sei, keine Fehlzeiten des Kindes auf. Obschon keinerlei Beweise für Smiths Anschuldigungen beizubringen waren, löste das Buch in Nordamerika weitere Erfahrungsberichte über schweren satanistischen Missbrauch aus, so etwa Lauren Stratfords 1988 erschienenes Buch Satan’s Underground, dessen Inhalt sich ebenfalls als nicht authentisch erwies.

#### McMartin-Vorschule
Ein Fall, der auf großes öffentliches Interesse stieß, waren die Missbrauchsvorwürfe an der McMartin-Vorschule in Manhattan Beach, Kalifornien, die am 12. August 1983 von einer Mutter angezeigt wurde. Die Mutter stellte sich später als paranoide Schizophrene heraus. Während dieses sieben Jahre dauernden, längsten und mit 13 Millionen Dollar kostspieligsten Kriminalprozesses der amerikanischen Rechtsgeschichte wurden 360 Kinder dieser Vorschule von der Beratungsgesellschaft Childrens Institute International untersucht und als Opfer von satanistischen Missbrauchsritualen diagnostiziert. Auch Kinder an anderen Einrichtungen wie der St. Cross Episcopal Church im benachbarten Hermosa Beach erhoben entsprechende Vorwürfe, nachdem sie mit anatomisch korrekten Puppen befragt worden waren. Über hundert Erzieherinnen und Erzieher wurden daraufhin beschuldigt, einer satanistischen Sekte anzugehören, die rituell sexuelle Belästigung oder Missbrauch von Kindern betriebe. Alle Beschuldigungen wurden 1990 fallen gelassen, die schockierenden Aussagen der Kinder wurden auf Erinnerungsverfälschungen durch die befragenden Sozialarbeiter zurückgeführt. Geschworene und Wissenschaftler kritisierten die Befragungstechniken, die die Ermittler bei ihren Untersuchungen an der Schule angewandt hatten. Sie kamen zu dem Schluss, die Befrager hätten die Kinder zu unbegründeten Anschuldigungen „überredet“, indem sie ihnen immer wieder dieselben Fragen stellten und verschiedene Anreize boten, bis die Kinder berichteten, missbraucht worden zu sein. Die meisten Wissenschaftler sind sich heute einig, dass die Anschuldigungen, die bei diesen Befragungen von den Kindern erhoben wurden, falsch waren. Sowohl die Soziologin Mary de Young als auch der Historiker Philip Jenkins haben den Fall McMartin als Prototyp für eine Welle ähnlicher Anschuldigungen und Untersuchungen zwischen 1983 und 1995 angeführt, die eine moralische Panik auslösten.

#### Oak-Hill-Kindertagesstätte
2017 wurde ein Ehepaar, das mehr als zwei Jahrzehnte unschuldig in Haft gesessen hatte, freigelassen. Frances und Daniel Keller, die die Kindertagesstätte „Fran’s Day-Care Center“ in Oak Hill, Austin (Texas), betrieben hatten, wurde aufgrund des Justizirrtums eine Haftentschädigung von 3,4 Millionen Dollar zugesprochen. Anfang der 1990er Jahre hatten Kinder angegeben, von den Kellers und anderen Personen sexuell missbraucht worden zu sein. Fünf Eltern sprachen von rituellem Missbrauch bei vier der Kinder. Die Eltern behaupteten, dass diese Kinder u. a. den Mord an einem Baby miterlebt hätten, mit dem Flugzeug geflogen seien und Gräber ausgehoben hätten. Eine Lokalzeitung druckte diese Behauptungen nach der Verurteilung der Kellers. Aufgrund der Verurteilung der Kellers zusammen mit diesen Aussagen, die nicht Teil des ursprünglichen Strafverfahrens waren, wurde der Fall von einigen als Beweis für satanischen rituellen Missbrauch angesehen. So führte beispielsweise die Elterninitiative Believe the Children den Fall in ihrer Liste mit Gerichtsurteilen, wobei der Lokalzeitungsartikel als einziger Beleg diente. Die Kellers wurden im November 1992 zu jeweils 48 Jahren Gefängnis verurteilt. Beide Urteile wurden im Revisionsverfahren am 26. Oktober 1994 bestätigt. Zwei beschuldigte Hilfspolizisten wurden nicht angeklagt, während ein fünfter Angeklagter, der den sexuellen Kindesmissbrauch zunächst gestand, aber später widerrief, eine zehnjährige Haftstrafe erhielt. Nachdem ein medizinischer Gutachter seine Aussagen aus dem ersten Prozess revidiert hatte, wurden beide Ende 2013 freigelassen.

#### Patricia Burgus
Aufsehen erregte der Fall von Patricia Burgus, einer jungen Mutter, die 1986 wegen einer Wochenbettdepression in einer Klinik in Chicago Hilfe gesucht hatte. In der Therapie äußerte sie unter Einfluss von Psychopharmaka und Hypnose Erinnerungen, in denen sie als Teil eines Satanskults missbraucht worden wäre, auch ihre eigenen Kinder missbraucht und Menschenfleisch gegessen hätte. Daraufhin wurde bei ihr fälschlich eine dissoziative Identitätsstörung diagnostiziert (angeblich hatte sie 300 verschiedene Persönlichkeiten) und sie wurde für drei Jahre in eine Klinik eingewiesen, ebenso wie ihre beiden Söhne, denen die gleiche Störung attestiert wurde. Nachdem Burgus schließlich die Klinik und ihren Therapeuten verklagt hatte, der ihr diese falschen Erinnerungen suggeriert hatte, wurden ihr 1997 10,6 Millionen Dollar Schadenersatz zugesprochen.

#### Nadean Cool
Die Schwesternhelferin Nadean Cool begab sich 1986 in Behandlung bei dem Psychiater Kenneth C. Olson, um ein traumatisches Erlebnis ihrer Tochter zu bewältigen. Über mehrere Jahre förderte dieser u. a. mittels Hypnose, suggestiver Befragungstechniken und Teufelsaustreibung Erinnerungen an satanische Kulte zutage, in denen Cool nicht nur vergewaltigt wurde, sondern auch den Mord an ihrer achtjährigen Freundin mitansehen musste. Außerdem habe sie Säuglinge verspeist und Geschlechtsverkehr mit Tieren gehabt. Sie glaubte, mehr als 120 Persönlichkeiten zu haben, sowohl von Kindern und Erwachsenen als auch von Engeln und sogar einer Ente. 1997 ging Nadean Cool wegen der Implantierung falscher Erinnerungen gerichtlich gegen den Psychiater vor und erhielt in einem außergerichtlichen Vergleich 2,4 Millionen US-Dollar als Schadensersatz.

#### Melvin Quinney
Melvin Quinney wurde im Juli 1991 wegen „Unsittlichkeit mit einem Kind“ zu einer 20-jährigen Haftstrafe verurteilt. Sein Sohn bezeugte, Quinney hätte ihn und seine Schwester als Anführer einer satanischen Sekte im Rahmen satanischer Rituale sexuell missbraucht und andere Menschen ermordet. Quinney wurde nach acht Jahren aus dem Gefängnis entlassen und musste sich als Sexualstraftäter registrieren lassen. Das Berufungsgericht hob seine Verurteilung am 15. Februar auf.

#### Conviction Listder ElterninitiativeBelieve the Children
Die 1986 gegründete amerikanische Elternorganisation „Believe the Children“ veröffentlichte unter dem Titel Conviction List. Ritual Child Abuse eine Liste mit Gerichtsurteilen, die sie rituellem Missbrauch von Kindern zuordneten. In ihrem Vorwort weisen die Autoren darauf hin, dass viele Fälle ritueller Gewalt wegen des Unglaubens der Behörden und weil viele traumatisierte Kinder einem Gerichtsverfahren nicht standhielten, strafrechtlich nicht verfolgt würden. In den gelisteten Fällen musste das Thema rituelle Gewalt nicht Teil der Gerichtsprozesse sein. Als Beleg genügten der Elterninitiative auch lokale Zeitungsartikel, wie im Fall der Oak-Hill-Kindertagesstätte.

#### Pizzagate
Im amerikanischen Präsidentschaftswahlkampf 2016 knüpften die über soziale Medien weit verbreiteten Fake News über massenhaften sexuellen Kindesmissbrauch in einer Washingtoner Pizzeria, in den angeblich auch die Präsidentschaftskandidatin der Demokratischen Partei Hillary Clinton verwickelt gewesen sein sollte („Pizzagate“), an die moral panic der 1980er Jahre an. Ab Oktober 2017 griff der anonyme Benutzer „Q“ (QAnon) auf Imageboards die Geschichte auf, aktualisierte und erweiterte sie.

#### Kriminologische Untersuchungen
Bereits 1992 veröffentlichte das FBI einen umfangreichen und sorgfältigen Report von Kenneth V. Lanning zum Thema Satanic Ritual Abuse. Lanning stellt klar, dass seine Motivation keineswegs sei, Täter zu entlasten, dass es aber zum rituellen Missbrauch im Sinne der obigen Definition keinen harten Beweis, dafür eine Vielzahl von Berichten gebe. Den Inhalt dieser Berichte stuft er nach dem Grad ihrer Wahrscheinlichkeit als a) unmöglich, b) möglich, aber unwahrscheinlich und c) möglich und wahrscheinlich ein. In Klasse a) fallen z. B. Berichte über Babys, die aufgeschnitten und verstümmelt, aber hinterher so wiederhergestellt wurden, dass nicht einmal Narben blieben. In Klasse b) fallen alle Berichte von einer Vielzahl von Tötungsdelikten, die zusammengenommen zigtausende Tötungen pro Jahr bedeuten würden. Das Unwahrscheinliche daran ist, dass kein einziger dieser Fälle nachgewiesen werden konnte, da es schon sehr schwierig sei, einen einzelnen Mord geheim zu halten, insbesondere wenn mehrere Personen davon Kenntnis haben. Lanning untersucht auch, wie die Berichte zustande kommen und welche Motive dafür bestehen können.

### Deutschland
In ihrem Abschlussbericht von 1998 stellte die Enquete-Kommission des Deutschen Bundestages fest, dass es keine gesicherten Erkenntnisse über die Verbreitung rituellen Missbrauchs vor allem in satanistischen Zusammenhängen gibt. Michael Schetsche und Renate-Berenike Schmidt fassten zusammen, dass es keine Belege irgendeiner Art für die behaupteten weltweiten satanischen Netzwerke gibt, abgesehen von den Erfahrungsberichten spezialisierter Psychotherapeuten. Der Verein Sekten-Info NRW resümierte 2016, dass trotz der Forderung nach empirisch-wissenschaftlichen Studien über 20 Jahre lang keine Studien vorliegen, die die Existenz der Rituellen-Gewalt-und-Mind-Control-Theorie empirisch belegen. Das Landgericht Lüneburg verurteilte 1992 Michael D. Eschner wegen Vergewaltigung versuchter Vergewaltigung sowie sexueller Nötigung in Tateinheit mit gefährlicher Körperverletzung zu einer Freiheitsstrafe von sechs Jahren. Eschner war Gründer der Thelema Society und wurde wegen verschiedener Formen ritueller Gewalt verurteilt. Der deutsche Bundestag bestätigte 1998 in seiner Antwort, dass ihm das Phänomen der rituellen Gewalt bekannt sei und gab neben Eschner einen weiteren Fall an, bei dem Schutzbefohlene „im Rahmen von Meditationen“ misshandelt wurden. Christiansen berichtete von einem Fall, in dem ein Opfer einer rituellen Gewalt angeblich mit einer Tätowierung versehen wurde.

#### BuchVier Jahre Hölle und zurück
In dem 1995 erschienenen Aussteigerbericht Lukas – Vier Jahre Hölle und zurück werden zahlreiche zeremonielle Ermordungen von zumeist obdachlosen Menschen wie auch von Jungfrauen und Neugeborenen geschildert, die von Satanisten begangen worden sein sollen. Diese vermeintlichen rituellen Morde können aufgrund innerer und äußerer Widersprüche und Implausibiltäten nicht als glaubhaft eingestuft werden.

#### Landeskriminalamt Nordrhein-Westfalen
1995 untersuchte das Landeskriminalamt Nordrhein-Westfalen auf Anfrage der 19. Enquete-Kommission „Sogenannte Sekten und Psychogruppen“ des Deutschen Bundestags ihm vorliegende Berichte ritueller Gewalt, fand aber keine Belege für das Vorliegen bzw. die Tragweite der geschilderten Straftaten. Vielmehr werde das Thema durch „reißerische […] Berichterstattung in den Medien zur Zeit überbewertet“.

#### Fallschilderung Wolfgang Bauch
Der damalige Brandenburger Landesvorsitzende des Bundes Deutscher Kriminalbeamter Wolfgang Bauch schilderte 1999 den Fall einer Schülerin, die angab, sie werde wiederholt entführt und im Rahmen satanistischer Rituale sexuell missbraucht. Eine polizeiliche Observation ergab keinerlei Auffälligkeiten, auch für die Zeit, in der die Schülerin behauptete, erneut verschleppt worden zu sein. Daraufhin wurden die Ermittlungen eingestellt.

#### Ermittlungen der Staatsanwaltschaft Trier
Im Frühjahr 2002 erstattete eine 34-jährige bei der Staatsanwaltschaft Trier Anzeige gegen eine vermeintliche Sekte. Laut Staatsanwaltschaft behauptete sie im Wesentlichen, in dieser über Jahre „Opfer von schweren Straftaten im Rahmen satanistischer Handlungen“ gewesen zu sein. Die Ermittlungen wurden im Dezember 2003 eingestellt, da sich die Vorwürfe als haltlos erwiesen. Das Fernsehmagazin ZDF.reporter berichtete noch während der laufenden Ermittlungen im Januar 2003 über den Fall in einer Sendung mit dem Schwerpunkt ritualisierte Gewalt in Deutschland. Die Redaktionsleitung bei ZDF hielt auch nach Einstellung des Verfahrens an den Darstellungen fest. Auch wenn die Zeugin laut Oberstaatsanwalt Horst Roos vom Wahrheitsgehalt ihrer Aussagen überzeugt gewesen sei, wurde ein konkreter Erfahrungshintergrund der Anschuldigungen in einem aussagepsychologischen Gutachten „mit hoher Wahrscheinlichkeit“ ausgeschlossen.

#### Befragung von Psychotherapeuten in Rheinland-Pfalz durch das Traumainstitut Mainz
2007 veröffentlichte das Trauma-Institut Mainz eine Studie, in der über 1000 niedergelassene Therapeuten nach ihren Erfahrungen mit ritueller Gewalt befragt wurden. 5 % der Befragten berichteten über teils erschreckende kriminelle Tätigkeiten auf diesem Sektor, unter anderem 23 Tötungsdelikte, davon 16 zwischen 1992 und 2007, die allerdings in keinem Falle von den Ermittlungsbehörden nachgewiesen werden konnten. Sämtliche Ergebnisse der Studie beruhen ausschließlich auf Berichten der betreffenden Therapeuten.

#### Spiegel-Recherche 2023
Der Spiegel berichtete 2023 in mehreren Artikeln über Therapeuten, die Patienten im Verlauf einer Traumatherapie die falsche Erinnerung suggerieren, dass sie von rituellem Missbrauch durch Satanisten oder anderen Kulten betroffen seien und sich aufgrund der Anwendung von Mind Control und gezielt herbeigeführter dissoziativer Identitätsstörungen nur nicht an diesen Missbrauch erinnern könnten. So würden psychisch kranke Menschen durch eine vermeintliche Traumatherapie weiter traumatisiert. Die Traumatherapeuten Michaela Huber und Jan Gysi befeuerten diesen Irrglauben durch unzählige Veröffentlichungen, Fortbildungen und Fachtagungen. Dadurch seien vielfältige fehlgeleitete Hilfsangebote geschaffen worden und auch der Missbrauchsbeauftragte der Bundesregierung habe ein Hilfetelefon eingerichtet. „Dabei ist vieles, was in der Szene als Tatsache verbreitet wird, offensichtlicher Unsinn. (…) Geht es um Verbrechen kultischer Täterkreise, fehlten in den Gewaltschilderungen angeblich Betroffener stets nachprüfbare Indizien wie Angaben zu Tatorten, Namen, Verletzungsmustern.“ Das Bistum Münster schloss daraufhin seine Beratungsstelle Organisierte sexuelle und rituelle Gewalt, die in einem Artikel explizit genannt wurde.
Die Wissenschaftsjournalistin und Kriminalreporterin Beate Lakotta befasste sich im Rahmen der Spiegel-Recherche gemeinsam mit ihrem Co-Autoren ebenfalls mit dem Einfluss von Therapeuten auf die Erinnerungen ihrer Patienten:

„Arbeit mit »Überlebenden« sogenannter ritueller Gewalt beschäftigt eine Szene von Therapeuten, darunter Heilpraktiker und Familienaufsteller. Sie behandeln vermeintliche Folgen schwerster Leidenserfahrungen – die es so nach allem Ermessen nie gegeben hat – oft so lange, bis die Klienten selbst überzeugt sind, extreme körperliche und sexuelle Gewalt in einem Kult erlebt zu haben. Dabei handelt es sich nicht um einen durchweg dubiosen Zirkel. Involviert sind renommierte Vertreter ihres Fachs, allen voran die Traumatherapeutin Michaela Huber. Sie tritt schon seit mehr als 20 Jahren als Kennerin okkulter Sektengewalt auf – und hat in dieser Rolle vermutlich Hunderte Therapeuten geschult.“

#### ZDF Magazin Royale 2023
Im September 2023 machte sich der Satiriker Jan Böhmermann im ZDF Magazin Royale über die Annahme lustig, es gäbe in Deutschland geheime Zirkel, die rituelle Gewalt an Kindern verüben würden, und kritisierte die Therapien, die darauf beruhen. Insbesondere beschäftigte sich der Beitrag mit der Therapeutin Michaela Huber. Seine Redaktion fragte bei allen sechzehn Landeskriminalämtern und dem Bundeskriminalamt nach, doch keines hatte Erkenntnisse über ein entsprechendes Tatgeschehen. Ebenso wurden Stellungnahmen des Schweizerischen Berufsverbandes für Angewandte Psychologie, der sich gegen das satanistische Verschwörungsnarrativ verwehrte und der niederländischen Polizei zu einer ebenfalls verneinenden parlamentarischen Untersuchung angeführt. Auf Grund von zwei Programmbeschwerden, unter anderem von der deutschen Unabhängigen Kommission zur Aufarbeitung sexuellen Kindesmissbrauchs, wurde die Sendung aus der Mediathek genommen. Einige Mitglieder des Fernsehrats äußerten daraufhin öffentlich, dass die Entscheidung dazu nicht konsensual getroffen wurde. Sie kritisierten, dass der Tagesordnungspunkt nicht ordnungsgemäß behandelt worden sei. Außerdem habe der Fernsehrat nicht „über die Eignung von Themen, z. B. Satire, zu befinden“.

#### Stellungnahme psychologischer Berufsverbände
Die Sektion Rechtspsychologie des Berufsverbandes Deutscher Psychologinnen und Psychologen befürwortete 2023 in einer Stellungnahme ausdrücklich das Engagement für Opfer sexueller Gewalt, aber mahnte, dass dies auf Basis wissenschaftlicher Erkenntnisse geschehen müsse. In einem gemeinsamen Brief mit der Deutschen Gesellschaft für Psychologie an Bundesfamilienministerin Lisa Paus und Bundesjustizminister Marco Buschmann konstatierten sie, dass sie die aktuellen Entwicklungen im Bereich von Initiativen, die eigentlich dem Schutz von Opfern sexuellen Missbrauchs dienen sollen, mit Sorge betrachten, da einige von der Bundesregierung geförderte Webseiten, Leitfäden und Empfehlungen pseudowissenschaftlich und in Teilen unzutreffend seien. Dadurch könne sich ihr beabsichtigter Nutzen ins Gegenteil verkehren und Opfer würden nicht geschützt, sondern geschädigt. Es würde der Eindruck erweckt, dass rituelle sexuelle Gewalt ein häufiges Phänomen sei. Fehlende Erinnerungen an solcherlei Ereignisse würden mit Dissoziationen oder Bewusstseinsmanipulationen erklärt, Mind-Control-Methoden bzw. die absichtsvoll erzeugte Dissoziative Identitätsstörung würden als Tatsachen dargestellt. Aus wissenschaftlicher Sicht gebe es aber für das Vorliegen systematischer ritueller sexueller Gewalt oder Methoden wie Mind Control keine belastbaren Anhaltspunkte. Hinweise würden hauptsächlich auf ungeprüften Selbstaussagen basieren und Ermittlungen ohne Ergebnisse bleiben. Darüber hinaus gebe es keine belastbaren wissenschaftlichen Hinweise dafür, dass Erinnerungen an traumatische Erlebnisse verdrängt oder übermäßig fragmentiert (dissoziiert) werden. Im Gegenteil zeige die Forschung, dass solche Erinnerungen in aller Regel besonders gut abgespeichert werden.
Ein gemeinsames Positionspapier verschiedener psychosozialer und psychotherapeutischer Fachverbände kritisierte den „Generalverdacht eines suggestiven Vorgehens“ durch approbierte Psychotherapeuten. Suggestion von Erinnerungen sei ein Behandlungsfehler. Es sei im Rahmen einer Psychotherapie nicht möglich „den objektiven Wahrheitsgehalt“ von Patientenberichten zu beurteilen, gleichwohl sei es erforderlich diese Berichte ernst zu nehmen und sie individuell zu bewerten.

#### Missbrauchsfälle im Bistum Münster
Im Oktober 2023 verwies die Psychologin Michaela Huber als Beleg für die Rituelle-Gewalt-These auf die Untersuchungsergebnisse der Missbrauchsfälle am Bistum Münster vom Juni 2022. Darin wurde der Verdacht auf rituelle Gewalt in den Aussagen von drei Betroffenen gefunden. Die Autoren sahen bei den Erzeugungen dieser Aussagen die Gefahr „suggestive[r] Befragungstechniken“ gegeben. Sie resümierten, dass die gemeldeten Elemente ritueller Gewalt nicht bestätigt werden könnten. Dabei solle insgesamt „die Glaubwürdigkeit der Kernaussage“ über stattgefundenen „sexuelle[n] Missbrauch und schwere Gewalttaten“ nicht in Frage gestellt werden.

#### „White Tiger“ und Sonderkommission „Manticore“
Der Hamburger Polizeipräsident Falk Schnabel gab bei einer Pressekonferenz am 18. Juni 2025 die Festnahme eines 20-jährigen Hamburgers bekannt, dem u. a. Mord, versuchter Mord und sexueller Missbrauch von Kindern vorgeworfen wird. Er soll unter dem Pseudonym „White Tiger“ als ein führendes Mitglied der international vernetzten Online-Community 764 agieren, die mit satanistischen, sadistischen und pädokriminellen Inhalten in Erscheinung trete. Es seien „unzählige“ Videos mit Folterungen von Kleinkindern und getöteten Tieren gesichtet worden. Die Taten zeigten laut Schnabel „ein unvorstellbares Maß an Verrohung und Unmenschlichkeit.“ Generalstaatsanwalt Fröhlich sagte, er hoffe auf eine abschreckende Wirkung durch die Festnahme „in der Szene“.

### Großbritannien

#### Untersuchungen in den 1990er Jahren
Eine Untersuchung von zwanzig gemeldeten Fällen rituellen Kindesmissbrauchs in Großbritannien ergab 1995, dass die Vorwürfe in 75 % der Fälle unzutreffend waren, sich in den anderen nicht belegen ließen. Diese hohe Rate falscher Angaben unterscheide rituellen von nichtrituellem Kindesmissbrauch, bei dem erfahrungsgemäß nur wenige Vorwürfe unsubstantiiert seien.
1998 legte die Ethnologin Jean La Fontaine eine Untersuchung der Behauptungen von verbreitetem Missbrauch und sogar Morden an Kindern durch satanische Sekten in Großbritannien vor, für die sie drei Phasen identifizieren konnte: In der ersten Phase standen diese Behauptungen unter dem Einfluss von Predigern der charismatischen und der Pfingstbewegung aus den USA, die behaupteten, Teufelsanbeter und satanische Sekten würden eine große Gefahr für Kinder darstellen. In einer zweiten Phase ging der amerikanische Einfluss zurück: Nun behaupteten britische Sozialarbeiter, Kinder hätten ihnen von ritueller Gewalt bis hin zu Morden und Kannibalismus berichtet. Untersuchungen zeigten, dass diese Behauptungen nicht von den Kindern, sondern von Erwachsenen, namentlich Therapeuten, stammten. Gegen viele, die die Wahrheit der Anschuldigungen bezweifelten, wurde in der daraufhin ausbrechenden Debatte der Vorwurf erhoben, sie nähmen die Nöte der Kinder nicht ernst. Auch zeigte sich ein Genderaspekt, als Sozialarbeiterinnen männliche Polizisten beschuldigten, rituelle Gewalt zu vertuschen. Tatsächlich wurde keiner der Vorwürfe je substantiiert, kein Täter wurde vor Gericht gestellt. Eben dies wurde als Indiz dafür gewertet, dass die Verschwörung bis in hohe und höchste Kreise reichen müsse. In einer dritten Phase traten angebliche Survivors ritueller Gewalt auf, die behaupteten, im Rahmen einer Therapie konkrete Erinnerungen an rituelle Gewalt erlangt zu haben. Ähnlich wie zuvor schon in den USA gingen die Zahl der Vorwürfe in der Öffentlichkeit wieder zurück. La Fontaine sieht in dieser Konjunkturbewegung Parallelen zu den Wellen der Hexenverfolgung in der Frühen Neuzeit.

#### Hampstead Hoax
Der Hampstead Hoax war eine Reihe falscher Missbrauchsanschuldigungen gegen einen angeblichen Ring satanischer Pädosexueller in der Gegend von Hampstead im Norden Londons. Im Sommer 2014 erhoben zwei Kinder Anschuldigungen gegen ihren Vater, Mitglied einer satanischen Sekte zu sein. Sie sagten bei der Polizei aus, die Sektenmitglieder würden Babys töten, deren Blut trinken und dann mit Babyschädeln und Schuhen aus Babyhaut herumtanzen. Zudem sollten ihr älterer Halbbruder, mehrere Lehrer ihrer Schule, der Priester der benachbarten Kirche, viele Eltern ihrer Schule, Sozialarbeiter, Mitarbeiter des Beratungs- und Unterstützungsdienstes des Kinder- und Familiengerichts und namentlich genannte Polizeibeamte dem satanischen Kult angehören. Die Polizei fand keine Beweise für Pädosexualität oder anderen Missbrauch, geschweige denn für Mord oder Satanismus. Die mutmaßlichen Täter waren Schikanen, Morddrohungen und Online-Missbrauch ausgesetzt, die bis mindestens 2022 anhielten. Später stellte sich heraus, dass die beiden Kinder, die die Anschuldigungen erhoben hatten, von Erwachsenen bedroht und missbraucht worden waren, damit sie diese Anschuldigungen machten.

### Frankreich
1997 berichtete Samir Aouchiche in L’Enfant sacrifié à Satan von seinen Verfolgungen durch „Alliance Kripten“. Aouchiche ist tatsächlich Opfer von Pädokriminellen geworden, doch seine Erzählung über satanistische Rituale ist nicht belegt.
Véronique Liaigre und ihre beiden Schwestern waren zwischen 1984 und 1997 schwerer sexualisierter Gewalt durch ihre Eltern ausgesetzt. Sie spricht von satanistisch-rituellem sexuellem Missbrauch und berichtet von Folter und Menschenopfern. Die Justiz verurteilte ihre Eltern, Georges Liaigre und Marie-Pierre Collasseau, wegen der Vergewaltigungen.

### Schweiz
Seit 2021 berichten die Journalisten Ilona Stämpfli und Robin Rehmann im Schweizer Fernsehen, dass die Verschwörungstheorien, die in engem Zusammenhang mit der Satanic Panic stehen, auch in der Schweiz vertreten werden, unter anderem von Lehrern, Psychotherapeuten, hochrangigen Polizeibeamten und dem ärztlichen Direktor des Psychiatriezentrums Münsingen (PZM) Thomas Reisch und weiteren Mitarbeitern dieser Klinik. Dies führte zu Entlassungen und einer offiziellen Untersuchung durch das Gesundheitsamt des Kantons Bern, die im Mai 2022 systematische ungerechtfertigte Zwangs- und Isolationsmaßnahmen gegen Patientinnen feststellte, mit denen diese vor „satanistischen Ritualen“ geschützt werden sollten. In dem Bericht werden Suizide von betroffenen Patientinnen aufgezeigt.
Zu einer ähnlichen Einschätzung kam eine behördliche Untersuchung des Kantons Thurgau in der Traumatherapieklinik Clienia Littenheid. In beiden behördlichen Berichten wird die Rituelle-Gewalt-Theorie als Verschwörungstheorie ohne Faktengrundlage eingestuft, die von einer kleinen Gruppe des medizinischen Personals vertreten werde. Als besonders problematisch gilt, dass die damit verbundenen Traumatherapieformen den betroffenen Patientinnen schweren Schaden zufügen können und in einigen Fällen auch tatsächlich geschadet haben.
Vorher hatte sich die Schweizer Regierung von Therapieformen distanziert, die rituellen Missbrauch annahmen, und die kantonalen Gesundheitsbehörden zur Untersuchung der Vorgänge aufgefordert. Die Sprecherin des Berufsverbands FSP nannte solche Vorkommnisse inakzeptable „Behandlungsfehler“. Laut SRF sei dem Berufsverband klar, dass die Verbreitung dieser Verschwörungserzählung gestoppt werden müsse. Angelehnt an die Empfehlungen des Untersuchungsberichts ordnete das Departement für Finanzen und Soziales des Kantons Thurgau im Dezember 2022 aufsichtsrechtliche Maßnahmen an.
Die Clienia Littenheid beauftragte im Februar 2023 einen externen Psychiater als unabhängigen Gutachter. Dieser fand gravierende Hinweise auf Verschwörungserzählungen mit Einfluss auf die Therapie in 43 von 422 Patientendossiers und angedeutete Hinweise bei weiteren 188.

### Niederlande

#### Untersuchungskommission 1994
Eine niederländische Kommission kam 1994 zu dem Schluss, dass ritueller Missbrauch in keinem gemeldeten Fall nachgewiesen werden konnte.

#### Hendriks-Kommission
Das niederländische Ministerium für Justiz und Sicherheit setzte im April 2020 die nach ihrem Leiter benannte „Hendriks-Kommission“ zur Untersuchung der Hinweise auf organisierten satanisch-rituellen Missbrauch ein. Ausschlaggebend war die Sendung Shards of glass and dark rituals der Radioshow Argos zu diesem Thema gewesen. Mitarbeiter dieser Kommission untersuchten insgesamt 28 Fälle mit Aspekten von rituellem Missbrauch, die von einer nationalen Expertengruppe für besondere Sexualdelikte seit 1999 behandelt wurden. In allen Fällen befanden sich die Betroffenen vor oder zum Offenlegungszeitpunkt der rituellen Missbrauchserfahrung aufgrund psychischer Probleme in Psychotherapie, wobei es sich bei weniger als der Hälfte um eine reguläre Psychotherapie handelte und ansonsten eine alternative Therapieform, wie z. B. spirituelle Therapie, Hypnotische Regression, Hypnotherapie oder Bach-Blütentherapie. In vielen Fällen waren die entsprechenden Erinnerungen erst in der Therapie entstanden oder dahingehend erweitert worden. In über der Hälfte dieser Fälle sollen laut der Betroffenen Aufnahmen des rituellen Missbrauchs angefertigt worden sein. Umfangreiche polizeiliche Ermittlungen fanden keine Beweise. Die Kommission kam nach ihrer 20-monatigen Untersuchung zu dem Ergebnis, dass keine Hinweise auf rituellen Missbrauch in den gemeldeten Fällen existieren. Gleichzeitig betonten sie in ihrem Bericht, dass die Opfer wahrscheinlich traumatisierende und einschneidende Erfahrungen gemacht hatten. Die Kommission wies darauf hin, dass Erzählungen um satanisch-rituellen Missbrauch den Opfern schaden und sie hemmen, ihre Gewalterfahrungen zur Strafanzeige zu bringen. Argos schloss sich dieser Schlussfolgerung an und räumte im Nachhinein ein, dass in ihren Recherchen nicht genügend zwischen Zeugenaussagen und Fakten unterschieden wurde.

### Neuseeland
Der neuseeländische Kinderpfleger Peter Ellis wurde im Juni 1993 wegen sexuellen Missbrauchs von Kindern zu zehn Jahren Haft verurteilt, von denen er sieben verbüßen musste. Ellis legte 2019 beim Obersten Gerichtshof Berufung ein, um seine Verurteilung aufheben zu lassen. Im September desselben Jahres verstarb er an einer Krebserkrankung. Der Oberste Gerichtshof stellte Probleme mit den Aussagen der Psychiaterin fest, die im Verfahren als Hauptzeugin auftrat. Zudem seien die Geschworenen nicht angemessen über das Risiko einer Kontamination der Aussagen der Kinder informiert worden. Er hob die Verurteilung im Oktober 2022 posthum auf.

### Kanada

#### Kindertagesstätte in Martensville
Im Jahr 1992 behauptete eine Mutter in Martensville, ihr Kind sei von einer ortsansässigen Frau sexuell Missbraucht worden, die in ihrem Haus eine Kindertagesstätte betrieb. Die Polizei leitete eine Untersuchung ein und fand weitere ähnliche Anschuldigungen. Kinder gaben an, in Käfige gepfercht, in Gefrierschränke gesteckt und gezwungen worden zu sein, Blut zu trinken und sexuelle Handlungen vorzunehmen. Gegen insgesamt neun Personen wurden fast 180 Anklagen erhoben. Die Prozesse führten teilweise zu Verurteilungen mit mehrjährigen Gefängnisstrafen. Insgesamt zogen sich die Ermittlungen, Prozesse, Zivilklagen und Berufungen über ein Jahrzehnt hin, während weitere Anschuldigungen erhoben wurden. Eine von der RCMP geleiteten Sondereinheit untersuchte den gesamten Fall erneut und fand schwerwiegende Mängel sowohl in der Fallbehandlung als auch bei der Befragung der Kinder. Alle Sachverständigen und Berufungsrichter in diesem Fall stellten fest, dass die Ermittler den Kindern Suggestivfragen gestellt und unangemessene Befragungstechniken wie Lob und Belohnungen für Offenbarungen angewendet hatten. In fast allen Fällen berichteten die Kinder erst dann von einem Missbrauch, wenn sie ausdrücklich danach gefragt wurden, wobei sie es bei der ersten Befragung leugneten. Ihnen wurde teilweise gesagt, sie dürften spielen gehen, müssten aber zuerst der Polizei erzählen, was passiert sei. Manchen wurden Malbücher versprochen oder ein Besuch beim Polizeihund in Aussicht gestellt. Auch wurden die Kinder für „ihre Tapferkeit“ gelobt, nachdem sie den Missbrauch angezeigt hatten. Die Sondereinheit fand keine Belege dafür, dass eine Sekte eines dieser Verbrechen begangen hätte. Auch wurde nicht bewiesen, dass die überwiegende Mehrheit der Anschuldigungen überhaupt stattgefunden hat. Letztlich wurden nur zwei Anklagen, die beide nicht im Zusammenhang mit satanischem rituellem Missbrauch standen, in der Berufung aufrechterhalten.

#### Pflegeeltern in Saskatoon
Die drei Geschwister Michael Ross und seine jüngeren Zwillingsschwestern Kathy und Michelle Ross berichteten Anfang der 1990er Jahre in Saskatoon von ritueller sexueller Gewalt, darunter Vergewaltigung, Kannibalismus und der Ermordung von Säuglingen. Sie beschuldigten ihre Pflegeeltern und weitere Personen, gegen die Anklage in mehr als 60 Fällen erhoben wurde. Jahre später gaben die Geschwister an, in den damaligen Befragungen gelogen zu haben. Eine der Schwestern berichtete, ihr Bruder Michael habe sie beide damals sexuell missbraucht und manipuliert, die Erwachsenen statt ihn zu beschuldigen. Michael Ross erklärte eidesstattlich, er habe die belastenden Geschichten frei erfunden und mit satanischen Ritualen ausgeschmückt. Wahr sei lediglich die Erzählung über seinen eigenen Vater, der ihn sexuell missbraucht habe, sowie die Vergewaltigungen seiner Schwestern durch ihn selbst. Die Ereignisse dieses Falls wurden von der Medienberichterstattung über den Fall in Martensville überschattet und werden häufig miteinander verwechselt, da sie räumlich und zeitlich nahe beieinander liegen.

#### Offizielle Beschwerden gegen Alison Miller
Im Juni 2019 wurden gegen die Autorin von Therapie-Fachratgebern Alison Miller Beschwerden bei der zuständigen kanadische Zulassungsbehörde zur Registrierung von Psychotherapeuten College of Psychologists of British Columbia im Zusammenhang mit ihren Fachvorträgen eingereicht. Kurz darauf gab Miller ihre Zulassung als Psychotherapeutin nach eigenen Angaben freiwillig auf.

## Zusammenhang mit Verschwörungstheorien
Verschwörungstheorien haben „eingebaute Charakteristika, die ihre empirische Überprüfung erschweren“. Wissenschaftliche Thesen können falsifiziert werden, was sie von Glaubensüberzeugungen unterscheidet. In Verschwörungstheorien wird dieses Kriterium typischerweise ausgehebelt, da umgekehrt die Nichtexistenz eines empirischen Sachverhalts nicht beweisbar ist. Das darin Behauptete findet erklärtermaßen im Geheimen und durch mächtige Organisationen geschützt statt. In der Debatte um rituelle Gewalt argumentieren die Dafürsprechenden nach einem für Verschwörungstheorien typischen Muster. Die starke Diskrepanz zwischen der Zahl unterstellter Fälle von ritueller Gewalt und der tatsächlich zu einer Verurteilung führenden Fälle wird meist mit gesellschaftlichen Machtpositionen der Täter begründet. Diese verfügten über Ressourcen, die sie vor Strafverfolgung schützen. Auch solle die „Programmierung“ der Opfer ihre Aussagen gegenüber Behörden bewusst so unglaubwürdig klingen lassen, dass ihnen nicht geglaubt werde. Das Fehlen von Belegen wird demnach nicht als Falsifikationskriterium akzeptiert, sondern vielmehr als Beleg für die erfolgreiche Vertuschung durch mächtige Instanzen interpretiert. Eine Falsifikation wird so unmöglich. Gleichzeitig wird das Narrativ der rituellen Gewalt gegen Fakten immunisiert, die es infrage stellen könnten. Es entsteht ein geschlossenes und sich selbst bestätigendes Verschwörungsnarrativ.
Die Theorie über Mind Control ist eng mit dem Thema rituelle Gewalt verzahnt. Wegen fehlender überzeugender psychologischer Theorien sowie empirischer Belege rückt das Thema in den „Bereich von Vermutung und Hörensagen“. Ebenso spielt die Diagnose der dissoziativen Identitätsstörung für rituelle Gewalt eine wichtige Rolle. Diese soll darin mitunter angeblich bewusst zur „Persönlichkeitsspaltung“ induzierten werden. Ebenfalls ist die Annahme von Amnesien für sich über Jahre erstreckende traumatische Erlebnisse gedächtnispsychologisch unplausibel. Demgegenüber steht die „Plausibilität anderer Erklärungen wie“ Scheinerinnerungen. Mittels Verschwörungsrhetorik wird versucht, die Unplausibilitäten zu entkräften: Wer auf diese Problematiken aufmerksam macht, sei mutmaßlich Teil oder Unterstützer eines geheimen Täternetzwerks.
Kenneth V. Lanning kam 1992 in seiner kriminologischen Untersuchung in den USA zu dem Ergebnis, es handele sich bei dem Phänomen der rituellen Gewalt um eine Verschwörungstheorie. Diese sei in zweierlei Hinsicht ansprechend für ihre Gläubigen: Erstens sei sie eine einfache Erklärung für ein komplexes Problem. Unverständliches würde zum Werk einer übernatürlichen Kraft gemacht. Bereits im Mittelalter sei sexueller Missbrauch von Kindern Dämonen in der Gestalt von Eltern und Geistlichen zugeschrieben worden. Der Satanismus böte auch heute noch eine Erklärung dafür, warum „gute“ Menschen schlechte Dinge tun. Zweitens seien Verschwörungstheorien beliebt. „Abstoßende“ Verbrechen durch einzelne Individuen fielen schwer zu glauben, während Verschwörungstheorien über vermisste Soldaten, Entführungen durch UFOs, Elvis-Presley-Sichtungen und die Ermordung Prominenter breite öffentliche Aufmerksamkeit erhielten. Diese Verschwörungstheorien und Behauptungen über rituellen Missbrauch hätten Folgendes gemeinsam: (1) selbsternannte Experten, (2) das Interesse der Boulevardmedien, (3) der Glaube an eine Vertuschung durch die Regierung sowie (4) emotional involvierte direkte und indirekte Opfer/Zeugen.
Die Philosophin Bethan Oake und der Soziologe Jeffrey S. Victor sprechen jeweils von der Satanic Cult Conspiracy Theory (sinngemäß übersetzt: Verschwörungstheorie des rituellen Missbrauchs durch satanische Sekten). Die Theorie über Eliten, die geheimes Wissen besitzen und verborgene Netzwerke kontrollieren, sei nach Oake weitestgehend eine Form der Verschwörungserzählung der Neuen Weltordnung.
Die Rechtsanwältin Nadine Balkanyi-Nordmann und der Psychologe Franz Caspar schreiben in ihrem Untersuchungsbericht in Sachen Clienia Littenheid AG von der Verschwörungserzählung «rituelle Gewalt/Mind Control».

## Folgen
Einige Fachwissenschaftler wie die umstrittene Psychotherapeutin Michaela Huber nehmen an, dass Menschen konditioniert und sogar „programmiert“ werden können, indem sie bereits in frühester Kindheit durch gezielte wiederholte Misshandlungen traumatisiert würden. Infolge dieser wiederholten Traumatisierungen würden die Opfer häufig eine dissoziative Identitätsstruktur entwickeln. Laut Huber erfahren die Opfer solche Traumatisierungen „manchmal schon im Mutterleib“. Die „Spaltung“ in verschiedene Persönlichkeitsanteile verringere die Möglichkeit, dass Betroffene Gehör fänden. In dissoziiertem Zustand seien die Opfer weitgehend wehrlos den Befehlen der Täter ausgeliefert. Laut Umfrageergebnissen seien manche Betroffene dazu gezwungen worden, selber Gewalthandlungen durchzuführen und somit gleichzeitig zu Tätern zu werden. Daraus resultierende Schuldgefühle verknüpft mit Angst vor eigener Strafverfolgung könnten bewirken, dass Betroffene auf Hilfsangebote nicht reagieren. Somit blieben die „Opfer lebenslang unter der (Bewusstseins-)Kontrolle“ der Täter. Die Psychologin Claudia Fliß benennt „Programmierer“-Persönlichkeiten, die das „System von Innenpersönlichkeiten“ stellvertretend für die Täter kontrollieren könnten. Dies geschähe mittels „Programmen“, welche „Ketten von nacheinander auftretenden Persönlichkeiten in einer von den Tätern festgelegten Reihenfolge“ enthielten. Beispielsweise sollen „Anti-Hilfe-Programme“ die Opfer falsche Aussagen zum Schutz der Täter machen lassen, wofür es jedoch keinerlei Belege gibt.
Nach Ansicht des Psychologen Peter Fiedler von der Universität Heidelberg sind rituelle Missbrauchserfahrungen in der Kindheit nur in „sehr seltenen Einzelfällen“ die Ursache für dissoziative Identitätsstörungen.
Philipp Herzog, Tim Kaiser und Rafaële J. C. Huntjens führen in ihrem Faktencheck aus, dass in Bezug auf die dissoziative Identitätsstörung beharrliche Irrtümer in Öffentlichkeit und Versorgung kursieren und die klinische Praxis sich von der psychologischen Forschung entkoppelt hätte. Es gäbe keine belastbaren Belege für Phänomene wie eine absichtsvoll herbeigeführte Persönlichkeitsspaltung. Sowohl die zugrunde liegenden Annahmen zur Amnesie als auch zum Wiedererinnern seien gedächtnispsychologisch implausibel, die in Therapien gewonnenen „Erinnerungen“ hätten sich nie empirisch bestätigen lassen.
Für Andreas Mokros u. a. verdeutlichen unbewiesene Behauptungen ritueller sexueller Gewalt einhergehend mit „abstrusen Vorstellungen von mind control und zielgerichteter Persönlichkeitsspaltung“ die Risiken von Diagnostik und Therapie. Diese würden zu sehr auf Symptomen und Eindrücken beruhen. Die Annahme, bei einer dissoziativen Identitätsstörung hätten einzelne Identitäten getrennte Gedächtnisse, sei zudem experimentell unbelegt.

## Opferschutz und Therapie
Zunehmend angewandte Möglichkeiten des Opferschutzes sind behördliche Auskunftssperre, Namensänderung, Maßnahmen nach dem Gewaltschutzgesetz. Eine ungenügende Beweisbarkeit erschwert vor allem familienrechtliche Interventionen sowie Unterstützung nach dem Opferentschädigungsgesetz. Betroffene, welche noch bis ins Jugend- oder Erwachsenenalter in Gruppen der organisierten rituellen Gewalt eingebunden sind, benötigen eine professionelle Ausstiegsbegleitung (meist durch Psychotherapeuten oder Sozialarbeiter).
Sekten-Info NRW weist in Anlehnung auf die Empfehlungen des weltweit größten Psychologenverband (APA) darauf hin, dass es keine typischen Symptome gibt, die eindeutig auf einen sexuellen Missbrauch hinweisen. Es werde geraten, kritisch zu sein, falls Therapeuten von einer großen Anzahl an Patienten berichteten, die während der Therapie Erinnerungen an einen Missbrauch in der Kindheit wiedererlangten. Kritisch zu beurteilen sei auch, wenn ein Therapeut rate, den Kontakt zu engsten Familienmitgliedern und Freunden abzubrechen, ohne dass vor der Therapie tatsächlich Erinnerungen an missbräuchliche Erlebnisse bestanden. Im Zweifel solle eine zweite Meinung von einem unabhängigen Psychotherapeuten eingeholt werden.
Herzog, Kaiser und Huntjens weisen in ihrem Faktencheck darauf hin, dass Psychotherapien, bei denen die bestehenden Identitäten bei Patienten mit einer dissoziativen Identitätsstörung als tatsächlich existierende Personen betrachtet und anerkannt werden, das Potenzial zur Induktion von „alter“-Persönlichkeiten haben und deshalb als „wahrscheinlich schädliche Therapie“ eingestuft werden. Behandlungsansätze einer Deprogrammierung und Recovered-Memory-Techniken vermittelten teils ungeprüfte, teils nachweislich falsche Annahmen über die zu behandelnde Störung und seien auf Grund ihres Potenzials zur Produktion von falschen Erinnerungen potenziell schädliche bzw. symptomverschlimmernde Fehlbehandlungen.

## Häufigkeiten

### Deutschland
Um Informationen über die Häufigkeit des Auftretens ritueller Gewalt zu erhalten, wurden zwischen 2005 und 2007 in drei deutschen Bundesländern alle 3225 kassenärztlichen Psychotherapeuten befragt. Rückmeldungen kamen von 1523 Therapeuten. Davon hatten 182 Therapeuten von ihren Patienten Schilderungen in Zusammenhang mit rituellen Gewalttaten erhalten. Insgesamt wurden 213 Fälle genannt (Mehrfachzählungen konnten dabei für das Ruhrgebiet vermieden und für das Saarland ausgeschlossen werden, für die 67 gemeldeten Fälle aus Rheinland-Pfalz konnten Mehrfachzählungen nicht ausgeschlossen werden). Geschildert wurden Opferungen von Tieren, ritueller sexueller Missbrauch, Ekeltraining, Leichenschändung, Menschenopferung, schwarze Messen, Zwang zu absolutem Gehorsam und absoluter Geheimhaltung. Rund 96 % der Fälle wurden von den Therapeuten als „glaubwürdig“ eingeschätzt. Dabei handelte es sich bei rund 83 % der Betroffenen um Frauen/Mädchen. In 42,6 % der Fälle bestand nach Angaben der befragten Therapeuten während der Therapie noch Täterkontakt. Laut der Rechtspsychologin Luise Greuel und dem Kriminalist Axel Petermann handelt es sich bei den Glaubwürdigkeitseinschätzungen der Therapeuten „keineswegs um im forensischen Sinne als glaubhaft bestätigte Verfahren, sondern ausschließlich um subjektiv-unsystematische Glaubwürdigkeitsattributionen“.

### USA

#### Befragung von Psychologen
In einer Untersuchung Anfang der 1990er Jahre befragten die Psychologen Bette L. Bottoms, Phillip R. Shaver und Gail S. Goodman in einer nationalen Umfrage 2709 klinische Psychologen, die Mitglied in der American Psychological Association waren, zu Fällen rituellen Missbrauchs, den sie als „Fälle mit ungewöhnlichen Überzeugungen und Praktiken“, beispielsweise mit Merkmalen wie Satanismus, umgedrehten Pentagrammen und Tieropferungen, definierten. Die überwiegende Mehrheit antwortete, keinen solchen Fall zu kennen, 24 % der Antwortenden berichteten von mindestens einem behandelten Fall mit rituellem Missbrauch seit dem 1. Januar 1980. Einige Psychologen gaben an, Hunderte solcher Fälle zu kennen. 93 % der Psychologen, die diese Missbrauchsfälle behandelten, waren sich sicher, dass die Anschuldigungen ihrer Patienten auf Tatsachen beruhten. Da die Angaben zu rituellem Missbrauch, die Erwachsene (zumeist erst in der Therapie) gemacht hatten, statistisch deutlich abwichen von denen von Kindern oder von denen zu religiös motiviertem Missbrauch, müsse man aber vorsichtig sein, was den Wahrheitsgehalt dieser Anschuldigungen angehe: Es gebe zwar einige wenige nachgewiesene Fälle rituellen Missbrauchs, doch viele, wahrscheinlich die meisten Fälle seien falsch.

#### Empirische Erhebungen
In einer 1988 veröffentlichten empirischen Erhebung fand der Soziologe David Finkelhor 270 Fälle sexuellen Missbrauchs in Einrichtungen der Kinderbetreuung in den Vereinigten Staaten, davon 36 nachgewiesene Fälle von ritueller Gewalt.
Anfang der 1990er Jahre untersuchten Gail Goodman und ihr Mitarbeiterteam 2292 mutmaßliche Fälle rituellen Missbrauchs. In 30 % der Fälle mit kindlichem Missbrauch und in 15 % der Fälle mit erwachsenen Opfern kam es zu einem Geständnis der Angeklagten. Insgesamt seien aber „die vorgeblichen Beweise, insbesondere bei den Fällen, wo Erwachsene Missbrauch in der Kindheit vorgeben, fraglich“.

#### Eigene Fallanalysen
Der kanadische Psychiater Colin A. Ross hatte bis 1995 nach eigener Aussage rund 80 Menschen behandelt, die sich erinnert haben sollen, an einem satanischen Kult beteiligt gewesen zu sein. Er fand sich vor das Problem gestellt, nicht unterscheiden zu können, ob die berichteten Gewalterfahrungen auf Tatsachen beruhten oder nicht. In keinem dieser Fälle sei der Wahrheitsgehalt der Erinnerungen objektiv überprüft worden, jedoch hätten in mehreren Fällen die Behauptungen über rituelle Gewalt als falsch verifiziert werden können. Ross räumt ein, dass die Existenz eines weitgespannten satanistischen Netzwerks von Mehrgenerationen-Sekten zwischen Einrichtungen der Kinderbetreuung, Gesundheitsämtern und Regierungen, über das die Überlebenden berichteten, nicht bestätigt sei. Doch sei es möglich, dass ein gewisser Prozentsatz der Erinnerungen seiner Patienten ganz oder teilweise zutreffe: Es gebe „eine komplexe, heterogene und fluktuierende Kombination von Fakten, Fiktion und Fantasie“, man sollte keine Hypothese vorzeitig ausschließen oder ihr zustimmen. Elizabeth Loftus kritisierte im Nachwort zu Ross’ Buchveröffentlichung dessen fehlenden Blick für die „Verwüstung“, die manche Therapeuten durch die Schaffung falscher Erinnerungen verursachten.
Patienten des Psychologen James Noblitt berichteten, bizarren Bewusstseinskontrolltechniken unterworfen gewesen zu sein, die mit Erfahrungen ritueller Folter und Amnesien einhergingen und zu „multiplen Persönlichkeitsstörungen“ geführt hätten. Nach anfänglichen Zweifeln begann Noblitt diese Berichte aufgrund ähnlicher Patientenaussagen anderer Therapeuten für wahr zu halten. In einer Rezension von Noblitts und Perskins Buch fiel dem Kriminologen Joel Best auf, dass sie die Ritualmordlegende für unwahr halten, wonach Juden im Mittelalter Christenkinder geschlachtet hätten. Diese Behauptung, die wiederholt Judenverfolgungen ausgelöst hatte, sei aber nicht weniger glaubwürdig als die zahlreichen Berichte über rituellen Missbrauch, die Noblitt und Perskin für zutreffend erklärten. Er empfahl allen Interessierten, das Buch nicht für bare Münze zu nehmen, sondern auch skeptische Literatur hinzuzuziehen.

### International
Von Januar bis März 2007 wurden drei internationale (nicht repräsentative) anonyme Online-Umfragen unter dem Titel Extreme Abuse Survey durchgeführt. Die Umfragen richteten sich an a) Überlebende extremer Gewalt, b) Therapeuten und anderen Personen, die professionell zumindest mit einer/einem Überlebenden extremer Gewalt gearbeitet haben, c) professionelle Helfer/Helferinnen, die mit Kindern als Überlebenden ritueller Gewalt gearbeitet haben. Detailliert befragt wurden rund 2000 Personen in 40 Ländern nach eigenen Erfahrungen. Den Umfragen zufolge soll es sich in nahezu der Hälfte der Fälle um lokale Täterkreise handeln, die teilweise seit mehreren Generationen bestünden. Eine Beteiligung von überregional organisierten satanistischen oder anderen kriminellen Gruppierungen konnte indes nicht belegt werden. Es gebe weiterhin Hinweise auf kinderpornografische Kommerzialisierung (sexualisierte Misshandlung und Folter an Kindern, dokumentiert auf Video).

### Methodische Schwierigkeiten
Kritiker geben zu bedenken, dass Patientenberichte nicht immer den Tatsachen entsprechen könnten. Eine Überprüfung an der Realität sei oft nicht möglich, da gewöhnlich keine strafrechtliche Aufarbeitung stattgefunden habe. Eine strafrechtliche Verfolgung ritueller Gewalt ist mit beträchtlichen Schwierigkeiten verbunden. Gründe hierfür sind die Verjährungsfristen, das kindliche Lebensalter der Opfer sowie die teilweise Anonymität von Tätern und Unbekanntheit der Tatorte. In den Fällen, wo eine strafrechtliche Aufarbeitung stattgefunden habe, habe es keinerlei Hinweise auf Erlebnisfundierung der Berichte gegeben.
Bei Angaben zu satanistischer Gewalt führt Uta Bange, Beraterin und Referentin der Sekten-Info Nordrhein-Westfalen, aus, dass im Kontext von Psychotherapie bei dissoziativen Störungen das therapeutische Setting sorgfältig zu gestalten sei. Bei dissoziativen Störungen können traumatische Erlebnisse in der Kindheit angenommen werden. Häufig seien lediglich Erinnerungsfragmente an das traumatische Geschehen vorhanden. Kämen in der Therapie regressionsfördernde Methoden zum Einsatz, bestehe die Gefahr der Konstruktion falscher Erinnerungen. Eine Unterscheidung zwischen echter und falscher Erinnerung sei nicht möglich. Eine Tendenz, satanistische Erinnerungen zu konstruieren, sieht Bange darin begründet, dass Satanismus in der Öffentlichkeit als Synonym für das Böse eine geeignete Projektionsfläche für den Schrecken des realen Traumas biete und das Aufsehen die Chance, Anteilnahme und Hilfe zu erhalten, vergrößere. Sekten-Info NRW weist seit 2020 auch auf „Bedenkliche Auswirkungen der Rituelle Gewalt Mind-Control-Theorie“ hin.